# Severino Poletto

Severino kardinál Poletto (18. března 1933 Salgareda – 17. prosince 2022) byl italský římskokatolický kněz, emeritní turínský arcibiskup a kardinál.

## Život
Pocházel z početné rodiny, narodil se jako nejmladší z jedenácti dětí. Po studiu v semináři v Trevisu a Casale Monferrato přijal kněžské svěcení 29. června 1957. Na Accademia Alfonsiana při Papežské lateránské univerzitě získal licenciát z teologie. V diecézi Casale Monferrato se věnoval problematice kněžských povolání a katechezi rodin. V roce 1974 koordinoval oslavy 500. výročí diecéze.
Dne 3. dubna 1980 byl jmenován biskupem-koadjutorem v diecézi Fossano, biskupské svěcení mu udělil 17. května téhož roku kardinál Anastasio Alberto Ballestrero, tehdejší arcibiskup Turína. Vedení diecéze Fossano se ujal v říjnu 1980, působil zde až do roku 1989. Dne 18. června 1989 byl jmenován arcibiskupem Turína.
Dne 21. února 2001 ho papež Jan Pavel II. jmenoval kardinálem. V roce 2010 (11. října) přijal papež Benedikt XVI. jeho rezignaci na funkci turínského arcibiskupa vzhledem k dovršení kanonického věku. Jeho nástupcem se stal biskup Cesare Nosiglia.